# Översvämningen i Canberra 1971
Översvämningen i Canberra 1971 inträffade 26 januari 1971 i Woden Valley i Canberra, Australien. 
Sju människor dödades, 15 skadades och totalt drabbades 500 invånare. Försäkringsbolagens kostnader beräknades till 1 miljon AUD$. Det uppskattades att omkring 95 millimeter regn föll på en timme.